# Elisa Belmonte
Elisa Belmonte Useros (Albacete, España) es una soprano española, profesora de la Escuela Superior de Canto de Madrid, además de doctora en ciencias médicas y Académica de la Real Academia Hispanoamericana de Ciencias, Artes y Letras.

## Trayectoria

### Formación
Estudió canto en el Conservatorio Superior de Música de Valencia y en la Escuela Superior de Canto de Madrid, donde obtuvo el título superior de Cantante de Ópera y Cantante Especializada, también realizó un máster en Musicología por la Universidad Complutense de Madrid.
Además de la formación musical Elisa Belmonte es licenciada en Filosofía y Ciencias de la Educación por la Universidad de Valencia y Doctora en Ciencias Médicas por la Universidad de Castilla-La Mancha con la tesis, Los métodos de canto en España. El trac del cantante a través de los criterios diagnósticos de las nuevas tecnologías: propuesta de un método elemental de canto.

### Docencia
Ha sido profesora de Técnica Vocal del Real Conservatorio Superior de Música de Madrid y posteriormente catedrática de la Escuela Superior de Canto de Madrid. 
Especialista en el estudio y tratamiento de la voz hablada y cantada, crea en Albacete en 1984 la primera consulta de voz de Castilla-La Mancha, impartiendo cursos, seminarios y máster en España y en el extranjero, como en la Universidad de Florencia, Facultad de Medicina de la Universidad de Friburgo (Suiza), Universidad de Lahti (Finlandia), Instituto Superior de las Artes de La Habana, Universidad de Aveiro (Portugal), Universidad de Estambul (Turquía), Conservatorio Sta. Cecilia de Roma, Rennes, Trieste, Lecce, Bari, Florencia, etc.
Ha publicado libro Canto: bases y método. El libro ha sido considerado como es una herramienta destinada a las personas interesada por el canto. Habla de la voz, como instrumento vocal; la respiración; las vocalizaciones, la clasificación de la voz, el fenómeno de la angustia vocal o trac.
Fundadora y presidenta de AEMUV (Asociación Española de Música Vocal) desarrollando una labor de investigación y recuperación del Repertorio Musical Español  

### Actividad cultural
Colaboradora del Diccionario Biográfico de Castilla - La Mancha,
Presidenta de la Asociación Cultural Cueva de la Rupia y Vicepresidenta del Museo de Cerámica de Chinchilla.     
Belmonte mantiene una visión comprometida con la cultura y su difusión, para ello ha participado con su voz en diferentes eventos como, en el acto de entrega de la medalla de honor de la Real Academia de San Fernando a la Institución Libre de Enseñanza en 2020, o en las  tertulias literarias que se celebran en el Real Casino de Madrid con un amplio repertorio desde el Romance de la Venta del Quijote, a poemas de Federico García Lorca, Rafael Alberti y  Ángel González,
También ha participado en la ceremonia de investidura como doctor honoris causa de Pedro Almodóvar en la Universidad de Castilla-La Mancha, o el homenaje en la misma universidad a Rafael Alberti junto a Paco Ibáñez, Pedro Piqueras y Patxi Andión y los actores Nicolás Belmonte, Bárbara Goenaga y Salvador Arias, que cantaron y recitaron textos de Alberti en un recorrido por toda la obra del poeta.
El Museo de Cerámica Nacional de Chinchilla, ubicado en Chinchilla de Montearagón (Albacete) es de su especial interés, por mantener y conservar el legado que le pasaron su madre (Carmina Useros) y su padre (Manuel Belmonte) que durante años recopilaron piezas de cerámica por todas las provincias de España y que concluyó con la creación del museo. Elisa Belmonte es su directora desde 2019.

## Obra artística
En Ópera ha cantado: La Bohème, Turandot, La Traviata, Carmen, Il Trovatore, Tosca y Don Giovanni en la Fest Saal del Ayuntamiento de Viena, éxito tras el cual vuelve a cantar Don Carlo de Verdi en el Festival de Klosterneuburg.  
Ha cantado Zarzuelas en Auditorio Nacional, Teatro de la Zarzuela y Plaza Mayor de Madrid, Auditori (Barcelona) «Vive la Sarsuela» Orquesta y Coro Pays de Savoie; Filarmónica de Bourgas, Filarmónica de Bielorrusia,  Coro y ORTVE; Orquesta Ciudad de Palma; Córdoba; Valencia; Tenerife; Filarmonía, Camerata del Prado, Lírica de Madrid, etc., protagonizando Luisa Fernanda, Los Gavilanes, La Verbena de la Paloma, La Gran Vía, El Dúo de la Africana, La del Soto del Parral, La del Manojo de Rosas, Adiós a la Bohemia, Gigantes y Cabezudos y, especialmente, La Rosa del Azafrán.
La música española es fundamental en su repertorio estrenando obras en el Palau de la Música (Valencia), Filarmónica (Málaga), Teatro Monumental, Museo Nacional Centro de Arte Reina Sofía o Museo Thyssen Bornemisza; Fundación Juan March y  Festivales Internacionales en Austria, Italia, Francia, Canadá, Filipinas y Sudamérica.
Ha desarrollado una intensa labor de recuperación y difusión de la música española, con adaptaciones de canciones líricas de grandes poetas y compositores españoles. Ha grabado diversos discos de ópera y zarzuela, así como de Música y poesía, destacando Paseo por la Poesía I y II, De Garcilaso a Rafael Alberti y Entre Cervantes, Lorca y Machado.   
Elisa Belmonte recuperó la versión para concierto de la zarzuela María Manuela, con música de Federico Moreno Torroba y libreto de Guillermo y Rafael Fernández-Shaw, esta zarzuela compuesta 1956 había permanecido en el olvido a pesar de que en algunas ocasiones se habían cantado los números El piropo madrileño o Las mujeres españolas, estrenándose en la Academia de Bellas Artes de San Fernando el 6 de julio de 2021.
También ha grabado para RTVE, RNE- Radio Clásica, Antena 3, Radio Colonia, Canal 12 y Radio y TV Nacional de La Paz y Montevideo. En la película Amanece, que no es poco interpretó el papel de soprano, en la escena de la taberna y y fue la cantante de la barbería de Tiempo después, ambas película del director José Luis Cuerda. 
En los años 90 despegó su trayectoria internacional, actuando en escenarios de todo el mundo. Ha cantado en importantes auditorios, entre los que destacan, el Carnegie Hall (Nueva York), Filarmónica de Viena, Academia Chopin (Varsovia), Academia de España (Roma), UNESCO (París), Palacio de las Asambleas Naciones Unidas (Ginebra), Palacio Nacional de Queluz (Lisboa), Leigthon Hause Museum (Londres), Sala Dorada del Palacio Real (Copenhague), Fundación Bergen (Noruega), Gala de la Hispanidad en Asunción ante el presidente de la República (Paraguay), Palacio Das Artes Belohorizonte (Brasil) y la Bienal de Venecia, De teatro lírico ha cantado entre otras: Don Giovanni, La Bohème, Turandot, La Traviata y zarzuelas como Luisa Fernanda, Los Gavilanes, La Verbena de la Paloma y La Rosa del Azafrán.  
En 1995 creó la Compañía Lírica Jacinto Guerrero, con la que realizó numerosas representaciones de emblemáticas zarzuelas y conciertos en toda España.
En el 2006 inició la coordinación artística del Día Mundial de la Voz en Madrid junto a la Sociedad Española de Otorrinolaringología (SEORL), realizando diversas galas líricas y el Maratón de voz profesional.   

## Academias
Elisa Belmonte pertenece a las Academias:
Académica de la Real Academia Hispanoamericana de Ciencias, Artes y Letras realiza su ingreso con un discurso titulado: El arte del canto como vehículo de emoción.
Académica Fundadora de la Academia de Ciencias Sociales y Humanidades de Castilla-La Mancha.
Académica de Número de la Academia de Gastronomía de Castilla-La Mancha.
Es miembro de Número del Instituto de Estudios Albacetenses

## Premios y reconocimientos
Ha recibido premios, galardones o reconocimientos, entre los que se pueden citar: 
- Diario La Tribuna
- La Verdad
- Consejo Social de la Mujer
- Cadena SER
- Oso y Madroño de Plata
- Rosa del Azafrán de Oro
- Premio Morales Nieva
- Dulcinea Universal por el Ayuntamiento de El Toboso 2013
- Premio de los Empresarios de Albacete a la promoción de la ciudad 2019.[23]
- Pregonará la Semana Santa de Chinchilla de Montearagón 2022.[24]
- Premio Music Award 2024, otorgado por la Hispanic Target y entregado en una ceremonia celebrada en Miami.[25]